# Lucerna-darázscincér
A lucerna-darázscincér (Echinocerus floralis) a cincérfélék családjába tartozó, Eurázsiában honos, lágyszárú növényeken élő bogárfaj. 

## Megjelenése
A lucerna-darázscincér testhossza 8-20 mm. Testalkata megnyúlt, az előtor felülnézetben kerek, szárnyfedőinek oldalvonalai kb. kétharmadukig alig keskenyednek. Alapszíne fekete, csápjai és lábai sárgásvörösek. Sárga keresztcsíkjai a darázshoz teszik hasonlóvá: az előtor elülső és hátsó szegélyénél sárga harántsáv, sárgák a melltő oldallemezei és a pajzsocska; a szárnyfedők vállain egy-egy nagy, össze nem érő, kerek, sárga folt, három harántsáv, amelyek közül az első és a harmadik sem az oldalszélt, sem a varratot nem éri el; valamint sárga a szárnyfedők vége is. A szárnyfedőn a fekete és sárga sávok közel egyforma szélesek. Szárnyfedőinek vége egyenként lekerekített, feje egyenletesen szőrös, az egész hasoldalt sűrűn sárga szőrök fedik. A középső és hátulsó combokat csak lesimuló szőrök fedik, alul sincs elálló szőrözet rajtuk. 

## Elterjedése és életmódja
Eurázsiában honos, Dél- és Közép-Európában (Dél-Franciaországtól az Urálig, az Alpoktól északra csak szórványosan fordul elő), Kis-Ázsiában, a Kaukázusban, Dél-Oroszországban és Dél-Szibériában. Magyarországon a síkságokon és dombvidékeken elterjedt, gyakori, helyenként kártevő faj. 
A száraz, meleg, füves élőhelyeket (rétek, legelők, erdőszélek, parlagok, felhagyott kertek) kedveli. Lárvája különféle lágyszárú növények (gyakran pillangósvirágúak -lucerna, herefajok -, de pl. kutyatej, cickafark is) gyökerében fejlődik. A nőstény a növények tövébe, a talajba rakja a petéit. A kikelő lárva megkeresi a megfelelő gyökeret, befúrja magát és belső szöveteivel táplálkozik. Eleinte csak a gyökércortex alatt rág hosszanti, finom törmelékkel töltött galériákat, de az idősebb lárva a gyökér belső struktúráit is károsítja; kifejletten szinte az egész gyökeret elpusztítja. Az éghajlattól függően egy vagy két évig fejlődik, majd május-júniusban a gyökérben készített bábkamrában bebábozódik. Az imágók május végétől augusztusig rajzanak. Nappal aktívak és többnyire különféle virágokon (pl. ernyősök, cickafark) tartózkodnak. 

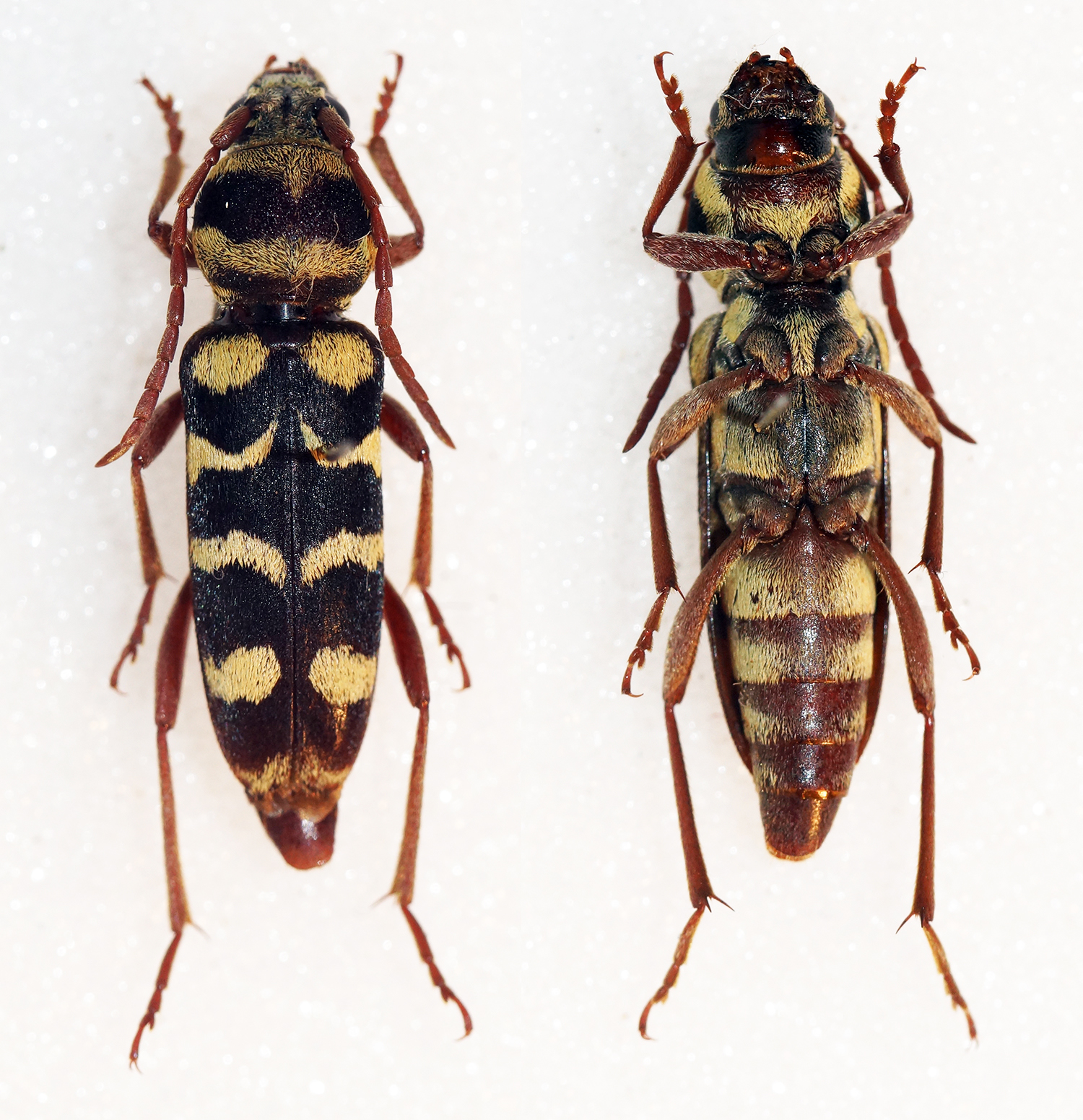
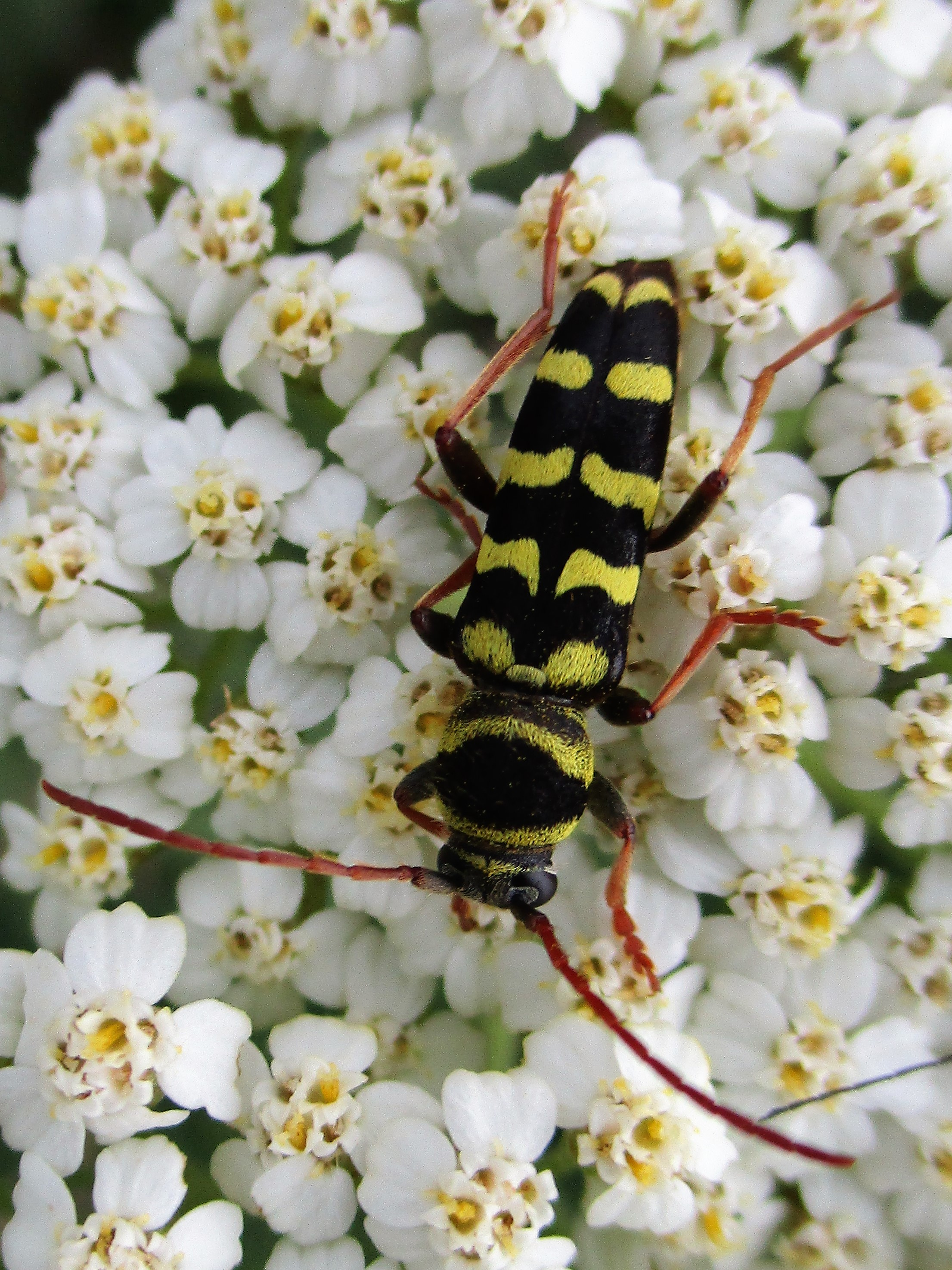
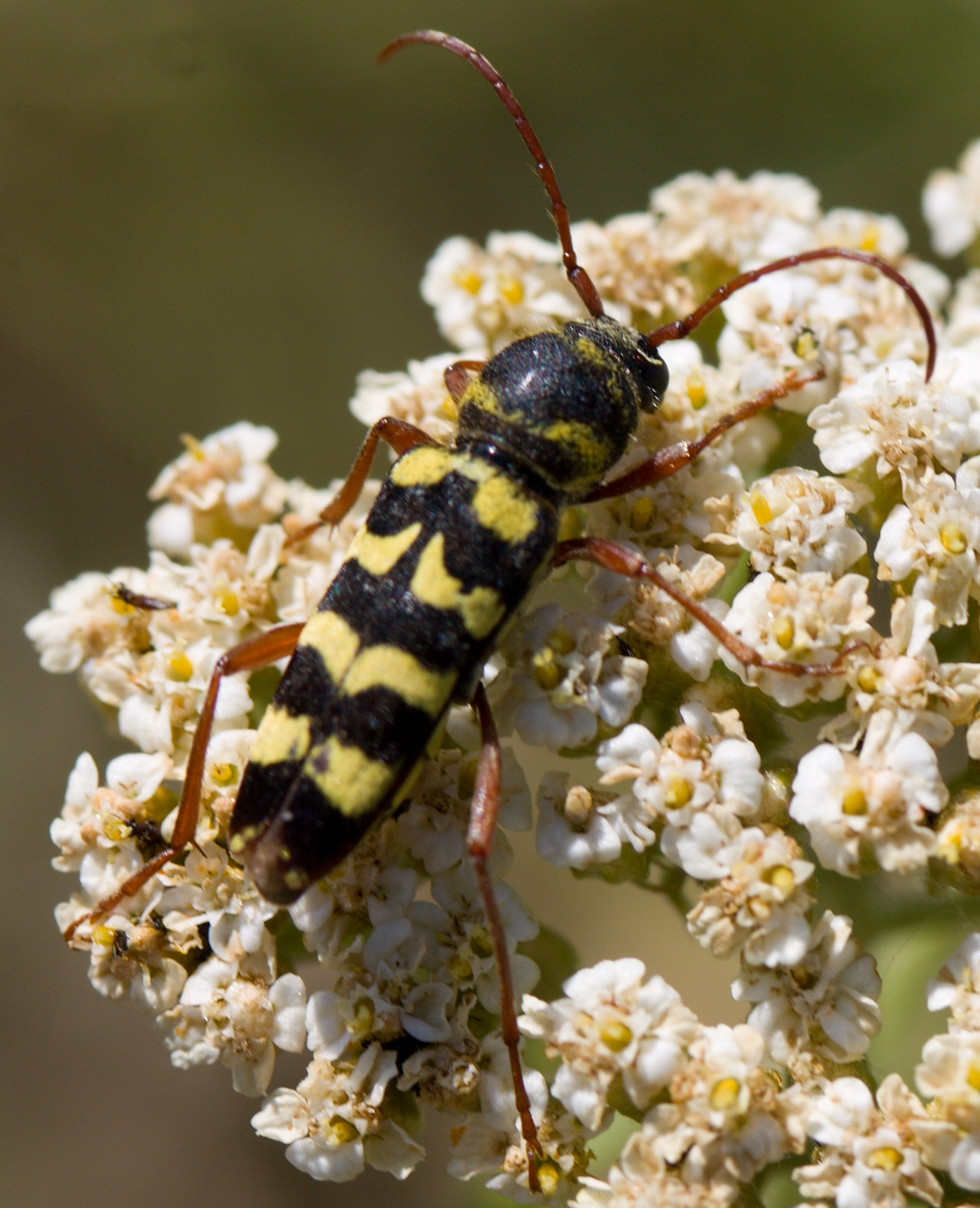
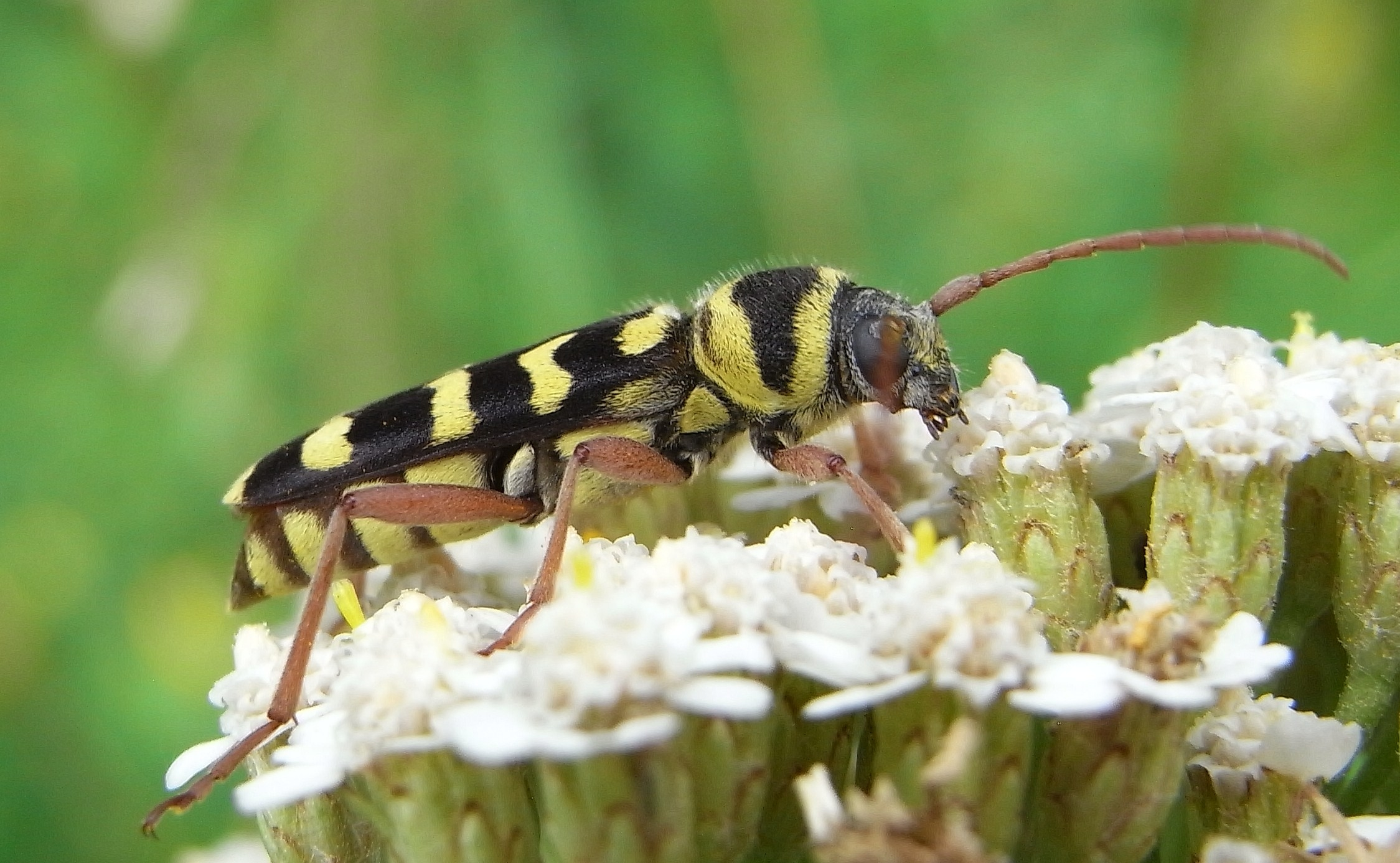
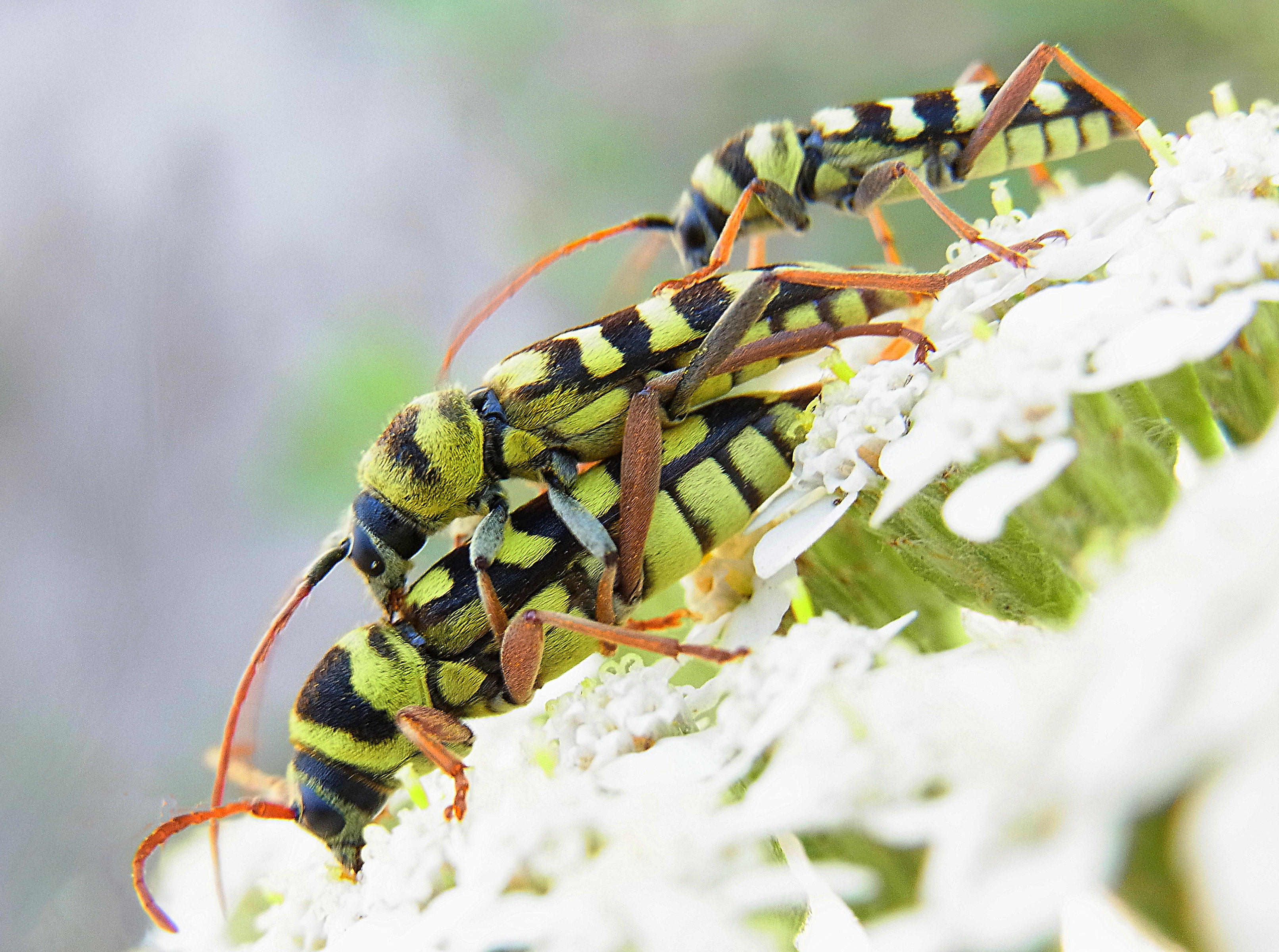

Magyarországon nem védett.